# Highland Hills
Highland Hills és una vila dels Estats Units a l'estat d'Ohio. Segons el cens del 2000 tenia 1.618 habitants.

## Demografia
Segons el cens del 2000, Highland Hills tenia 1.618 habitants, 272 habitatges, i 128 famílies. La densitat de població era de 315,5 habitants/km².
Dels 272 habitatges en un 18% hi vivien nens de menys de 18 anys, en un 23,5% hi vivien parelles casades, en un 20,6% dones solteres, i en un 52,9% no eren unitats familiars. En el 47,8% dels habitatges hi vivien persones soles el 8,8% de les quals corresponia a persones de 65 anys o més que vivien soles. El nombre mitjà de persones vivint en cada habitatge era d'1,91 i el nombre mitjà de persones que vivien en cada família era de 2,7.
Per edats la població es repartia de la següent manera: un 25,7% tenia menys de 18 anys, un 10,1% entre 18 i 24, un 26,5% entre 25 i 44, un 22,6% de 45 a 60 i un 15,1% 65 anys o més.
L'edat mediana era de 37 anys. Per cada 100 dones de 18 o més anys hi havia 156,8 homes.
La renda mediana per habitatge era de 31.731 $ i la renda mediana per família de 37.404 $. Els homes tenien una renda mediana de 20.189 $ mentre que les dones 38.977 $. La renda per capita de la població era de 18.565 $. Aproximadament el 10,1% de les famílies i el 22,9% de la població estaven per davall del llindar de pobresa.

## Poblacions properes
El següent diagrama mostra les poblacions més properes.